# La Forestière

La Forestière este o comună în departamentul Marne, Franța. În 2009 avea o populație de 243 de locuitori.